# Stanislav Binički
Stanislav Binički (Jasika kod Kruševca, Srbija, tada Kneževina Srbija, 27. srpnja 1872. – Beograd, 15. veljače 1942.), bio je srpski skladatelj i dirigent. 

## Životopis
Stanislav Binički rođen je u Jasici kod Kruševca, 1872. godine. Glazbu je studirao u Münchenu. Godine 1899. osnovao je Beogradski vojni orkestar te iste godine sa Stevanom Mokranjcem "Srpsku muzičku školu". Od 1920. do 1925. godine bio je ravnateljom Opere u Beogradu i uz to je kao organizator i dirigent pridonio podizanju koncertnog života u Srbiji. Skladao je prvu izvedenu srpsku operu Na uranku, 1903. godine, (tekst Branislava Nušića), zatim glazbu za dramska djela, veći broj zborova (Seljančice), pjesama (ciklus Mijatovke) i crkvena djela (Opelo). Skladao je jednu od najpoznatijih srpskih pjesama Marš na Drinu.